# 12.ª etapa del Giro de Italia 2024
La 12.ª etapa del Giro de Italia 2024 tuvo lugar el 17 de mayo de 2024 y consistió en una etapa escarpada con inicio en Martinsicuro y final en Fano sobre un recorrido de 193 km. La etapa fue ganada por el francés Julian Alaphilippe del equipo Soudal Quick-Step desde la escapada llegando en solitario a meta, mientras que el esloveno Tadej Pogačar mantuvo el liderato.

## Clasificación de la etapa
| Martinsicuro - Fano | etapa escarpada | (193 km) |

| \| Clasificación de la etapa \| Clasificación de la etapa \| Clasificación de la etapa \| Clasificación de la etapa \| Clasificación de la etapa \| \| Ciclista \| Ciclista \| Equipo \| Tiempo \| \| \| ------------------------- \| ------------------------- \| ------------------------- \| ------------------------- \| ------------------------- \| \| 1.º \| Julian Alaphilippe \| Soudal Quick-Step \| 4 h 07 min 44 s \| \| \| 2.º \| Jhonatan Narváez \| Ineos Grenadiers \| + 31 s \| \| \| 3.º \| Quinten Hermans \| Alpecin-Deceuninck \| + 32 s \| \| \| 4.º \| Michael Valgren \| EF Education-EasyPost \| + 43 s \| \| \| 5.º \| Christian Scaroni \| Astana Qazaqstan Team \| + 43 s \| \| \| 6.º \| Matteo Trentin \| Tudor Pro Cycling Team \| + 1 min 30 s \| \| \| 7.º \| Simon Clarke \| Israel-Premier Tech \| + 1 min 30 s \| \| \| 8.º \| Gijs Leemreize \| Team dsm-firmenich PostNL \| + 1 min 30 s \| \| \| 9.º \| Mirco Maestri \| Team Polti Kometa \| + 1 min 30 s \| \| \| 10.º \| Benjamin Thomas \| Cofidis \| + 1 min 30 s \| \| |                    |                           |                 |
| |                    |                           |                 |
| Fuentes: ProCyclingStats Cycling Quotient |                    |                           |                 |
| Clasificación de la etapa |                    |                           |                 |
| Ciclista | Ciclista           | Equipo                    | Tiempo          |
| 1.º | Julian Alaphilippe | Soudal Quick-Step         | 4 h 07 min 44 s |
| 2.º | Jhonatan Narváez   | Ineos Grenadiers          | + 31 s          |
| 3.º | Quinten Hermans    | Alpecin-Deceuninck        | + 32 s          |
| 4.º | Michael Valgren    | EF Education-EasyPost     | + 43 s          |
| 5.º | Christian Scaroni  | Astana Qazaqstan Team     | + 43 s          |
| 6.º | Matteo Trentin     | Tudor Pro Cycling Team    | + 1 min 30 s    |
| 7.º | Simon Clarke       | Israel-Premier Tech       | + 1 min 30 s    |
| 8.º | Gijs Leemreize     | Team dsm-firmenich PostNL | + 1 min 30 s    |
| 9.º | Mirco Maestri      | Team Polti Kometa         | + 1 min 30 s    |
| 10.º | Benjamin Thomas    | Cofidis                   | + 1 min 30 s    |

## Clasificaciones al final de la etapa

### Clasificación general(Maglia Rosa)
| \| Clasificación general \| Clasificación general \| Clasificación general \| Clasificación general \| Clasificación general \| \| Ciclista \| Ciclista \| Equipo \| Tiempo \| \| \| --------------------- \| ---------------------- \| -------------------------- \| --------------------- \| --------------------- \| \| 1.º \| Tadej Pogačar \| UAE Team Emirates \| 45 h 22 min 35 s \| \| \| 2.º \| Daniel Felipe Martínez \| Bora-Hansgrohe \| + 2 min 40 s \| \| \| 3.º \| Geraint Thomas \| Ineos Grenadiers \| + 2 min 56 s \| \| \| 4.º \| Ben O'Connor \| Decathlon-AG2R La Mondiale \| + 3 min 39 s \| \| \| 5.º \| Antonio Tiberi \| Bahrain Victorious \| + 4 min 27 s \| \| \| 6.º \| Romain Bardet \| Team dsm-firmenich PostNL \| + 4 min 57 s \| \| \| 7.º \| Lorenzo Fortunato \| Astana Qazaqstan Team \| + 5 min 19 s \| \| \| 8.º \| Filippo Zana \| Team Jayco AlUla \| + 5 min 23 s \| \| \| 9.º \| Einer Rubio \| Movistar Team \| + 5 min 28 s \| \| \| 10.º \| Thymen Arensman \| Ineos Grenadiers \| + 5 min 52 s \| \| |                        |                            |                  |
| |                        |                            |                  |
| Fuentes: ProCyclingStats Cycling Quotient |                        |                            |                  |
| Clasificación general |                        |                            |                  |
| Ciclista | Ciclista               | Equipo                     | Tiempo           |
| 1.º | Tadej Pogačar          | UAE Team Emirates          | 45 h 22 min 35 s |
| 2.º | Daniel Felipe Martínez | Bora-Hansgrohe             | + 2 min 40 s     |
| 3.º | Geraint Thomas         | Ineos Grenadiers           | + 2 min 56 s     |
| 4.º | Ben O'Connor           | Decathlon-AG2R La Mondiale | + 3 min 39 s     |
| 5.º | Antonio Tiberi         | Bahrain Victorious         | + 4 min 27 s     |
| 6.º | Romain Bardet          | Team dsm-firmenich PostNL  | + 4 min 57 s     |
| 7.º | Lorenzo Fortunato      | Astana Qazaqstan Team      | + 5 min 19 s     |
| 8.º | Filippo Zana           | Team Jayco AlUla           | + 5 min 23 s     |
| 9.º | Einer Rubio            | Movistar Team              | + 5 min 28 s     |
| 10.º | Thymen Arensman        | Ineos Grenadiers           | + 5 min 52 s     |

### Clasificación por puntos(Maglia Ciclamino)
| Clasificación por puntos | Clasificación por puntos | Clasificación por puntos      | Clasificación por puntos | Clasificación por puntos |
| Ciclista                 | Ciclista                 | Equipo                        | Puntos                   |                          |
| ------------------------ | ------------------------ | ----------------------------- | ------------------------ | ------------------------ |
| 1.º                      | Jonathan Milan           | Lidl-Trek                     | 229 pts                  |                          |
| 2.º                      | Kaden Groves             | Alpecin-Deceuninck            | 166 pts                  |                          |
| 3.º                      | Tim Merlier              | Soudal Quick-Step             | 92 pts                   |                          |
| 4.º                      | Filippo Fiorelli         | VF Group-Bardiani CSF-Faizanè | 78 pts                   |                          |
| 5.º                      | Julian Alaphilippe       | Soudal Quick-Step             | 74 pts                   |                          |
| 6.º                      | Andrea Pietrobon         | Team Polti Kometa             | 68 pts                   |                          |
| 7.º                      | Jhonatan Narváez         | Ineos Grenadiers              | 63 pts                   |                          |
| 8.º                      | Tadej Pogačar            | UAE Team Emirates             | 57 pts                   |                          |
| 9.º                      | Benjamin Thomas          | Cofidis                       | 57 pts                   |                          |
| 10.º                     | Michael Valgren          | EF Education-EasyPost         | 52 pts                   |                          |

### Clasificación de la montaña(Maglia Azzurra)
| Clasificación de la montaña | Clasificación de la montaña | Clasificación de la montaña   | Clasificación de la montaña | Clasificación de la montaña |
| Ciclista                    | Ciclista                    | Equipo                        | Puntos                      |                             |
| --------------------------- | --------------------------- | ----------------------------- | --------------------------- | --------------------------- |
| 1.º                         | Tadej Pogačar               | UAE Team Emirates             | 104 pts                     |                             |
| 2.º                         | Simon Geschke               | Cofidis                       | 59 pts                      |                             |
| 3.º                         | Valentin Paret-Peintre      | Decathlon-AG2R La Mondiale    | 55 pts                      |                             |
| 4.º                         | Daniel Felipe Martínez      | Bora-Hansgrohe                | 52 pts                      |                             |
| 5.º                         | Lilian Calmejane            | Intermarché-Wanty             | 32 pts                      |                             |
| 6.º                         | Romain Bardet               | Team dsm-firmenich PostNL     | 32 pts                      |                             |
| 7.º                         | Geraint Thomas              | Ineos Grenadiers              | 22 pts                      |                             |
| 8.º                         | Andrea Piccolo              | EF Education-EasyPost         | 18 pts                      |                             |
| 9.º                         | Filippo Fiorelli            | VF Group-Bardiani CSF-Faizanè | 18 pts                      |                             |
| 10.º                        | Ben O'Connor                | Decathlon-AG2R La Mondiale    | 17 pts                      |                             |

### Clasificación de los jóvenes(Maglia Bianca)
| Clasificación del mejor joven | Clasificación del mejor joven | Clasificación del mejor joven | Clasificación del mejor joven | Clasificación del mejor joven |
| Ciclista                      | Ciclista                      | Equipo                        | Tiempo                        |                               |
| ----------------------------- | ----------------------------- | ----------------------------- | ----------------------------- | ----------------------------- |
| 1.º                           | Antonio Tiberi                | Bahrain Victorious            | 45 h 27 min 02 s              |                               |
| 2.º                           | Filippo Zana                  | Team Jayco AlUla              | + 56 s                        |                               |
| 3.º                           | Thymen Arensman               | Ineos Grenadiers              | + 1 min 25 s                  |                               |
| 4.º                           | Alex Baudin                   | Decathlon-AG2R La Mondiale    | + 2 min 11 s                  |                               |
| 5.º                           | Davide Piganzoli              | Team Polti Kometa             | + 7 min 03 s                  |                               |
| 6.º                           | Giovanni Aleotti              | Bora-Hansgrohe                | + 9 min 48 s                  |                               |
| 7.º                           | Valentin Paret-Peintre        | Decathlon-AG2R La Mondiale    | + 20 min 51 s                 |                               |
| 8.º                           | Mauri Vansevenant             | Soudal Quick-Step             | + 31 min 32 s                 |                               |
| 9.º                           | Edoardo Zambanini             | Bahrain Victorious            | + 37 min 29 s                 |                               |
| 10.º                          | Kevin Vermaerke               | Team dsm-firmenich PostNL     | + 38 min 41 s                 |                               |

### Clasificación por equipos"Súper team"
| Clasificación por equipos | Clasificación por equipos     | Clasificación por equipos | Clasificación por equipos |
| Equipo                    | Equipo                        | Tiempo                    |                           |
| ------------------------- | ----------------------------- | ------------------------- | ------------------------- |
| 1.º                       | Decathlon-AG2R La Mondiale    | 136 h 21 min 48 s         |                           |
| 2.º                       | Ineos Grenadiers              | + 2 min 13 s              |                           |
| 3.º                       | Bora-Hansgrohe                | + 20 min 51 s             |                           |
| 4.º                       | Astana Qazaqstan Team         | + 25 min 22 s             |                           |
| 5.º                       | UAE Team Emirates             | + 27 min 10 s             |                           |
| 6.º                       | VF Group-Bardiani CSF-Faizané | + 40 min 21 s             |                           |
| 7.º                       | EF Education-EasyPost         | + 47 min 16 s             |                           |
| 8.º                       | Movistar Team                 | + 48 min 02 s             |                           |
| 9.º                       | Bahrain Victorious            | + 48 min 29 s             |                           |
| 10.º                      | Team dsm-firmenich PostNL     | + 50 min 27 s             |                           |

## Abandonos
- Fabio Jakobsen (Team dsm-firmenich PostNL) no tomó la salida de la etapa debido a una caída en la jornada anterior.[2]